# 임복
임복(林福, ? ~ ?)은 조선 전기의 사노비였다. 도망노비와 달리 1485년(성종 16년) 여름 흉년, 기근 때 재난복구를 돕고 성종의 특명으로 면천, 평민의 신분이 되었다.
1485년 당시 흉년이 들자 1485년(성종 16) 7월 24일 2000석의 곡식을 조선 정부에 바쳤고, 그는 왕에게 속량을 청원하였다. 성종이 그를 칭찬하여 면천 속량시키려 하자 한명회(韓明澮), 이극배(李克培), 윤호(尹壕) 등은 찬성하였으나, 심회(沈澮) 등은 노비가 주인을 배반할 것을 염려하여 반대하였다. 그는 쌀 1000석을 더 바칠테니 자신의 네 아들의 속량을 청원하였고, 성종이 이를 받아들여 평민의 신분이 되었다. 충청도 진천 출신.

## 생애
성종 때 충청도 진천의 외거노비로, 성씨가 있는 그가 어떤 이유로 노비가 되었는지는 불확실하다. 그의 가계에 대한 기록 역시 세조~성종 연간의 호적이 사라져 알 수 없고, 그가 어떤 이유로 주인의 신임을 얻어 외거노비가 될수 있었는지도 알려지지 않았다.
그는 멀리 떨어진 주인의 월경지 땅을 경작하고, 세금으로 신공을 바쳤다. 그러나 신공을 바치고도 재산을 축적하였다.
7월 24일 그는 2000석의 쌀을 나라에 바쳤다. 이에 한명회(韓明澮), 이극배(李克培), 윤호(尹壕) 등이 상주하기를 "임복이 곡식 2천 석을 바쳤으니, 1백 사람의 생명을 구하기에 족합니다. 자원(自願)에 따라 그 아들을 양민(良民)으로 만들어 주고, 그 인원(人員)에 상당(相當)한 노비(奴婢)를 그 주인에게 보충하여 주소서."라 하였고, 심회(沈澮), 홍응(洪應) 등은 "만약 곡식을 바쳐 종량(從良)하는 길을 열어 준다면 주인을 배반하는 자가 벌떼처럼 일어날 것이니, 진실로 작은 문제가 아닙니다." 라며 반대하였다.
1476년(성종 7년) 7월 28일 성종은 승정원(承政院)에 명하여 임복을 불러서 그 원하는 바를 묻자, 네 아들을 면천(免賤)하여 양민(良民)이 되게 하여 주기를 청하였다. 성종은 특명을 내려 임복의 네 아들을 모두 종량(從良)시키고, 공천(公賤)으로 그 원주인들에게 보상케 하였다. 그러나 네 아들이 아닌 임복만이 면천 되었다. 1485년 7월 29일부터 사헌부 대사헌(司憲府大司憲) 이경동(李瓊仝)이 임복의 면천이 잘못되었다는 상소를 계속 올렸으나 성종이 듣지 않았다.
1476년 8월 17일 임복은 다시 쌀 1천 석을 더 바치고, 4명의 아들도 모두 종량되어 평민이 되었다. 속량된 이후 임복 일가는 진천을 떠나 타지역으로 이주하였다. 평민으로 면천된 이후의 행적은 미상이다.

## 사후
그가 언제 사망하였는지, 사망일자와 묘지는 기록이 실전되어 전하지 않는다. 그가 면천된 일이 알려지면서 1485년(성종 16) 8월 20일 전라도 남평(南平)에 사는 사노(私奴) 가동(家同)이 2천 석을 납속(納粟)하고 양민이 되기를 청하여 호조가 이를 보고하였으나, 성종은 비슷한 사례가 계속 나타날까봐 그의 곡식을 받지 않고 종량을 거절하였다
임복 이전에도 세종 때 윤덕생(尹德生)이 주인이 특별히 풀어주어 면천, 평민이 되었다. 그러나 자력으로 재산을 바쳐서 평민으로 납속된 사례는, 2000년대까지 한국에 현전하는 기록에 등장하는 것으로는 임복이 처음이었다.
이후 중종반정, 을사사화 등으로 원종공신에 녹훈된 일부 노비, 천민들이 노비, 천민에서 면천되거나 양반이 된 사례가 소수 있었으며, 노비의 신분 상승 시도는 1599년(선조 32년) 임진왜란 종전 이후 본격적으로 나타났다.

## 같이 보기
- 수봉
- 서일
- 노비
- 외거노비
- 노비 추쇄
- 추노